# Tokorozawa Civic Cultural Centre Muse
Tokorozawa Civic Cultural Centre Muse (所沢市民文化センター ミューズ?, Tokorozawa Shimin Bunka Sentā Myūzu) è un complesso di sale da concerto, aperto nel novembre 1993 e gestito dalla Fondazione Culturale Tokorozawa. È anche chiamato "Tokorozawa Muse" o talvolta solo "Muse".

## Altri usi
Le sale a volte appaiono nei film giapponesi, in quanto sono spesso utilizzate come luoghi di ripresa.